# Ассенизация

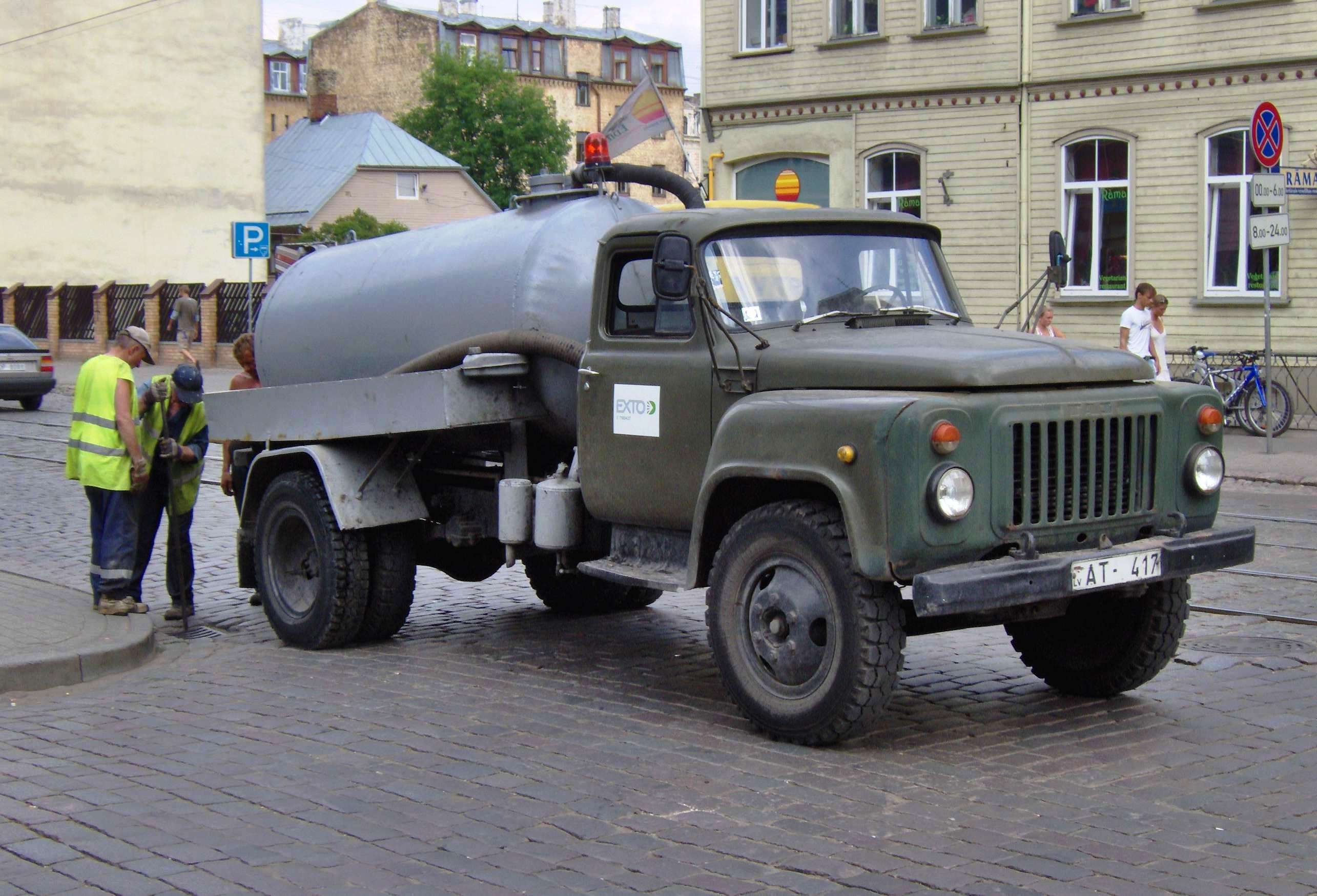
Откачка нечистот вакуумной машиной на шасси ГАЗ-52

Ассениза́ция (от фр. assainissement — санитария) — система сбора, удаления и обезвреживания нечистот в неканализированных населённых пунктах. Находится в ведении органов коммунального хозяйства, которые производят откачку нечистот из стационарных хранилищ (в отличие от канализации) с последующей утилизацией стоков. Ассенизатор — работник системы ассенизации либо машина-цистерна с насосом для этих целей (илосос).

## История

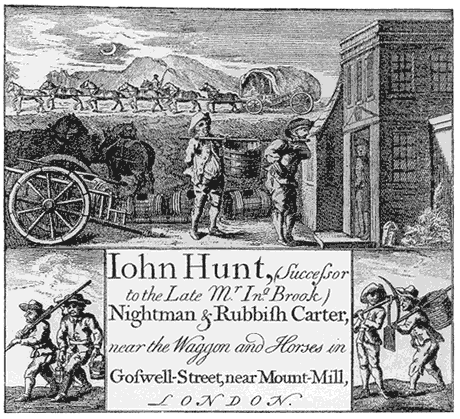
Визитная карточка лондонского ассенизатора XVIII столетия

До начала XX века в Европе нечистоты в шутку называли «ночным золотом», так как «сокровища» вывозились ночью, чтобы запах никого не смущал. Ассенизаторов в России называли золотарями, работали они не только в ночное, но и в дневное время суток. Профессия золотаря оставалась востребована на территории бывшей Российской империи вплоть до постройки и введения в эксплуатацию в городах СССР центральной канализации, поскольку альтернативой им был слив барских нечистот слугами в канаву за пределами жилища, либо в протекающие рядом реки с соответствующими последствиями (вспышками инфекционных болезней: холеры, дизентерии, золотухи и т. д.). Ночной горшок был привилегией сугубо зажиточного городского населения, низы же за отсутствием общественных туалетов справляли нужду либо в выгребные (ретирадные) ямы, либо прямо в переулках и кустах, — жилищно-эксплуатационных организаций, ответственных за поддержание чистоты на придомовых территориях тогда не существовало, дворы и улицы были полны нечистот, городские сады и парки охранялись городовыми, а парадные доходных и купеческих домов швейцарами, пролетариат туда не пускали, кроме того потребовались специальные законодательные запреты, чтобы пресечь превращение подвалов домов в общественные туалеты. Вот как описывает процесс возникновения службы золотарей доктор исторических наук В. М. Бокова:
С древности московское население привыкло весь мусор и нечистоты, накапливавшиеся в доме, выбрасывать прямо во двор, а оттуда на улицы, и истребить этого обыкновения, присущего, впрочем, любому средневековому городу, было невозможно. Весной, когда замерзшие отбросы начинали оттаивать, город окутывался густым смогом и стоял столь «бальзамический дух», что порой щипало в глазах. Ещё первые Романовы пытались, по мере возможности, бороться с нечистотой, и время от времени мусор с центральных улиц счищался, грузился на множество возов и вывозился на загородные «царевы огороды», где использовался вместо удобрения. После «великой чумы» 1771 года городские власти всерьёз обратили внимание на санитарное состояние города. Домовладельцев заставили в обязательном порядке заводить выгребные ямы, для очистки которых завели ассенизационную команду, или, в просторечии, «золотарей».

Продукты жизнедеятельности человека нередко использовали в качестве удобрения. А в те времена урожай являлся одним из главнейших факторов благополучия и достатка. Владимир Даль указывал в своем словаре, что слово «золото» употреблялось в значениях «навоз», «удобрение», «человеческий помет». А сам процесс удобрения земли когда‑то называли не иначе как «золочением».

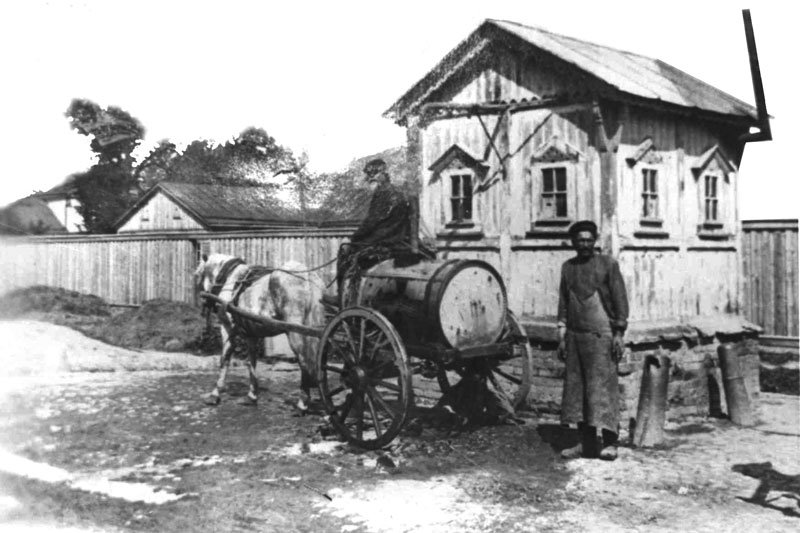
Золотари (ассенизаторы) в 1910 году

В обозы нечистот главным образом привлекали уголовных преступников, отбывающих наказание по мелким преступлениям, которым за несколько лет службы в «золотарях» снимали большую часть срока, а при отсутствии требуемых кадров вербовали и вольных людей из городских низов и пришлого крестьянства. В XIX веке золотарями работали уже вольнонаёмные, и работа эта считалась малопрестижной. Делались попытки устройства выгребных ям при домах и вывоза нечистот и бытовых отходов в специально вырытые рвы и канавы (полигонов для твёрдых отходов и станций переработки мусора тогда также не существовало). Канализация стала появляться в столицах в экспериментальном порядке как модная западная новинка и широкого распространения даже в столичных городах не имела, поэтому золотари продолжали выполнять основной объём ассенизационных работ в Российской империи и Советской России на начальных этапах становления советской власти. Городской ассенизационный обоз обслуживал муниципальные здания, золотари-частники обслуживали частные домовладения. Процесс деятельности золотарей отразил в своих воспоминаниях В. С. Макаренко, брат известного советского педагога:
Иногда среди бела дня, распространяя зловоние, проезжал самый примитивный ассенизационный обоз, возчиков которого называли «золотарями». В глубоком песке колеса уходили в землю почти по ступицу, и у меня и сейчас сжимается сердце, когда вспоминаю, как возчики били несчастных лошадей — ногами и толстыми поленьями, стараясь ударить по глазам. Я плакал иногда и задавал себе вопрос: почему Бог терпит такой ужас? Я еще верил в Бога.
«Ассенизация» как явление в своей словарной формулировке определяющееся как «система мероприятий по защите почвы и грунтовых вод от загрязнения нечистотами и отбросами» появилась только в советское время. О какой-либо стандартизации и упорядочивании деятельности золотарей в царское время речи не шло. Строительство советской властью канализационной инфраструктуры в городах и посёлках постепенно привело к отмиранию профессии золотаря как и ряда других рудиментарных профессий царского времени к середине XX века, в ряде советских городов золотари просуществовали до середины 1960-х гг., хотя в народе их так не называли, а называли — «говновозами». Их сменила механизированная ассенизаторская служба органов санэпидемслужбы, вместо конных повозок, советские ассенизаторы стали использовать машины-наливники с насосными оборудованием.

## В культуре
Работе ассенизатора посвящена песня «Говновоз» Михаила Шелега. Монтаж на эту песню набрал более 4 млн просмотров на YouTube, на неё сделано более 60 каверов. Весной 2024 года в интернете наблюдался большой рост числа каверов на данную песню, созданных с помощью генеративного искусственного интеллекта.
Поэма «Во весь голос»:
Я, ассенизатор
и водовоз,
революцией
мобилизованный и призванный…Владимир Маяковский
...а меня на километр не подпускать к лесоразработкам, где определенный интеллектуальный уровень все-таки необходим, а назначить меня надо учеником младшего черпальщика в ассенизационном обозе при холерных бараках.Понедельник начинается в субботу